# Manuel H
Manuel Humberto Rodríguez Corredor (14. července 1920, Bogota – 18. září 2009, tamtéž) byl kolumbijský typograf, fotograf a fotožurnalista. Sedm desetiletí fotografoval historii Bogoty a prostředí býčích zápasů.

## Životopis
Známější jako "Manuel H", rodák z tradiční čtvrti San Diego v Bogotě, byl jedním z nejvýznamnějších kolumbijských fotografů. Jeho místem pobytu a práce bylo hlavní město Kolumbie.
S fotoaparátem Rolleiflex zachytil své první snímky jako fotograf býčích zápasů, o něco později portrétoval a působil jako fotoreportér na nejdůležitějších událostech v Bogotě od roku 1945, tedy ve stejném roce, na kterém spolupracoval jako fotograf pro El Diario Liberal, Diario, který v té době režíroval Alberto Lleras Camargo, v roce 1952 spolupracoval s novinami El Tiempo až do roku 1994. Jeho rozsáhlá kariéra ho přivedla k fotografování nejvýznamnějších lidí té doby, jako jsou atleti, královny krásy, umělci a politici, mezi nimiž byli mimo jiné Manolete, César Rincón, Belisario Betancur, Piero, Gabriel García Márquez, Cantinflas a další a mezinárodní osobnosti.
Jeho profesionální život fotografa poznamenal atentát na vůdce liberálů Jorge Eliecera Gaitána 9. dubna 1948, událost známá jako Bogotázo.
V té době bylo Manuelu Humberto Rodríguez Corredorovi 28 let, měl manuální fotoaparát a několik černobílých filmů. Za své snímky z toho dne byl Manuel H. oceněn, a tyto fotografie se dochovaly v archivu fotografa. Fotografie, jako je ta, která byla pořízena na centrálním hřbitově v Bogotě těla Juana Roa Sierry, pachatele atentátu na Jorgeho Eliecera Gaitána, fotografie, která se objevila na titulních stránkách hlavních tehdejších novin, obrázek Bogotská tramvaj, která shořela na Plaza de Bolívar, požár v roce 1977 v budově Avianca, když vyšel do třináctého patra, aby mohl fotografovat z lepšího úhlu, v roce 1989 bomba na 25. ulici a 10. ulici v Bogotě. Tyto a mnohé další se nacházejí v archivu 516 141 černobílých a 190 000 barevných negativů, které dnes tvoří součást rodinného dědictví fotografa.

## Poslední roky života
Poté, co v roce 1950 při otevření svého prvního studia přišel o všechny své věci kvůli embargu, rozhodl se v roce 1952 otevřít firmu Foto Manuel H na adrese Carrera 7, číslo 22-09, v Bogotě. V posledních letech odložil roli fotoreportéra, aby se mohl věnovat studiové fotografii, přičemž mu pomáhaly některé z jeho dětí a vnoučat. 
Zemřel na klinice severně od Bogoty 18. září 2009 na difuzní intersticiální plicní chorobu, stejnou chorobu, kvůli které byl hospitalizován od 5. července téhož roku.

## Uznání
| Rok  | Cena                                                        | Udělil               |
| ---- | ----------------------------------------------------------- | -------------------- |
| 2000 | Občanský řád za zásluhy města Bogotá v hodnosti důstojníka. | Enrique Peñalosa     |
| 2004 | Národní cena za celoživotní dílo                            | Ministerstvo kultury |
| 2004 | Velký řád Ministerstva kultury                              | Ministerstvo kultury |
| 2007 | Občanský řád za zásluhy v hodnosti velitele                 | Luis Eduardo Garzón  |